# Кирил Яшмаков
Кирил Яшмаков е български тенисист роден на 29 януари 1946 г. в София. Състезател за Купа Дейвис. За отбора на България за Купа Дейвис има 7 победи и 8 загуби. Той постига първата победа за България в историята за Купа Дейвис срещу Португалия през 1967 г.
След приключване на състезателната си кариера става треньор по тенис.